# Acanthopteroctetes tripunctata
Acanthopteroctetes tripunctata is een vlinder uit de familie van de Acanthopteroctetidae. De wetenschappelijke naam van de soort is voor het eerst geldig gepubliceerd in 1921 door Braun.